# جمهوریت (چای)
جمهوریت (به ترکی استانبولی: Cumhuriyet) یک منطقهٔ مسکونی در ترکیه است که در چای (شهر) واقع شده‌است. جمهوریت ۱۹۷ نفر جمعیت دارد و ۹۹۵ متر بالاتر از سطح دریا واقع شده‌است.